# Acta Eruditorum
Acta Eruditorum (лат. «Дії вчених») - перший науковий часопис німецькомовних земель Європи, що видавався з 1682 до 1782 рр. 

## Історія
Часопис Acta Eruditorum заснував 1682 року в Лейпцизі Отто Менке, що став його першим редактором  за підтримки Готфріда Лейбніца з Ганновера,  що за перші чотири роки існування часопису написав 13 статей до нього.  Часопис видавав Йоган Фрідріх Гледіч (один з набільших німецьких видавців того часу) за підтримки герцога Саксонії. Зразком для Acta Eruditorum стали французький Journal des savants та італійський  Giornale de' letterati.

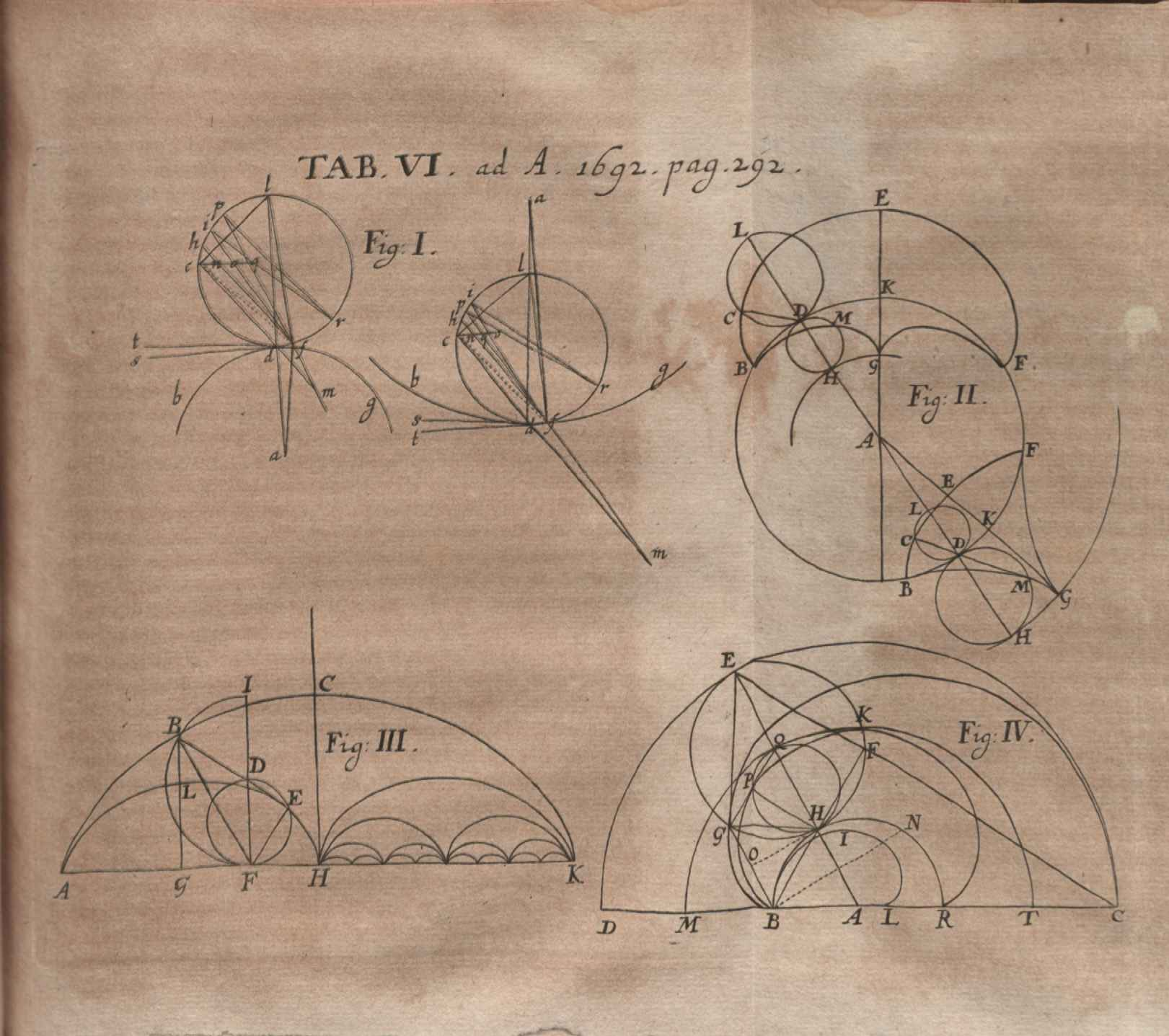
Сторінка присвячена геометрії, Acta Eruditorum, 1692.

Виходив щомісяця, латинською мовою і містив уривки і уступи з нових творів, рецензій, невеликих нарисів та заміток. Більшість статей були присвячені природничим наукам і математиці, свої наукові внески (крім Лейбніца) до часопису зробили Якоб Бернуллі, Гамфрі Діттон, Леонард Ейлер, Еренфрід Вальтер фон Чирнгауз, П'єр-Симон Лаплас та Жером Лаланд, а також гуманістів та таких філософів, як Файт Людвіг фон Секендорф, Стефан Берглер, Християн Томазій та Христіан Вольф.  
По смерті Отто Менке 1707 року часописом  керував його син Йоган Беркхардт Менке, а 1732 року йому наслідував Фридріх Отто. Журнал до цього часу змінив назву на Nova Acta Eruditorum. 1756 року Йоганна Катерина Менке, удова Фридріха Отто, що помер 1764 року, передала керівництво часописом Карлові Андреасу Белу.  
Несталість, що виникла внаслідок семирічної війни, та недбалість Бела призвели до чималих затримок у щомісячному виході часопису: випуски другої половини 1776 року побачать світ лише шість років по тому, у 1782.  

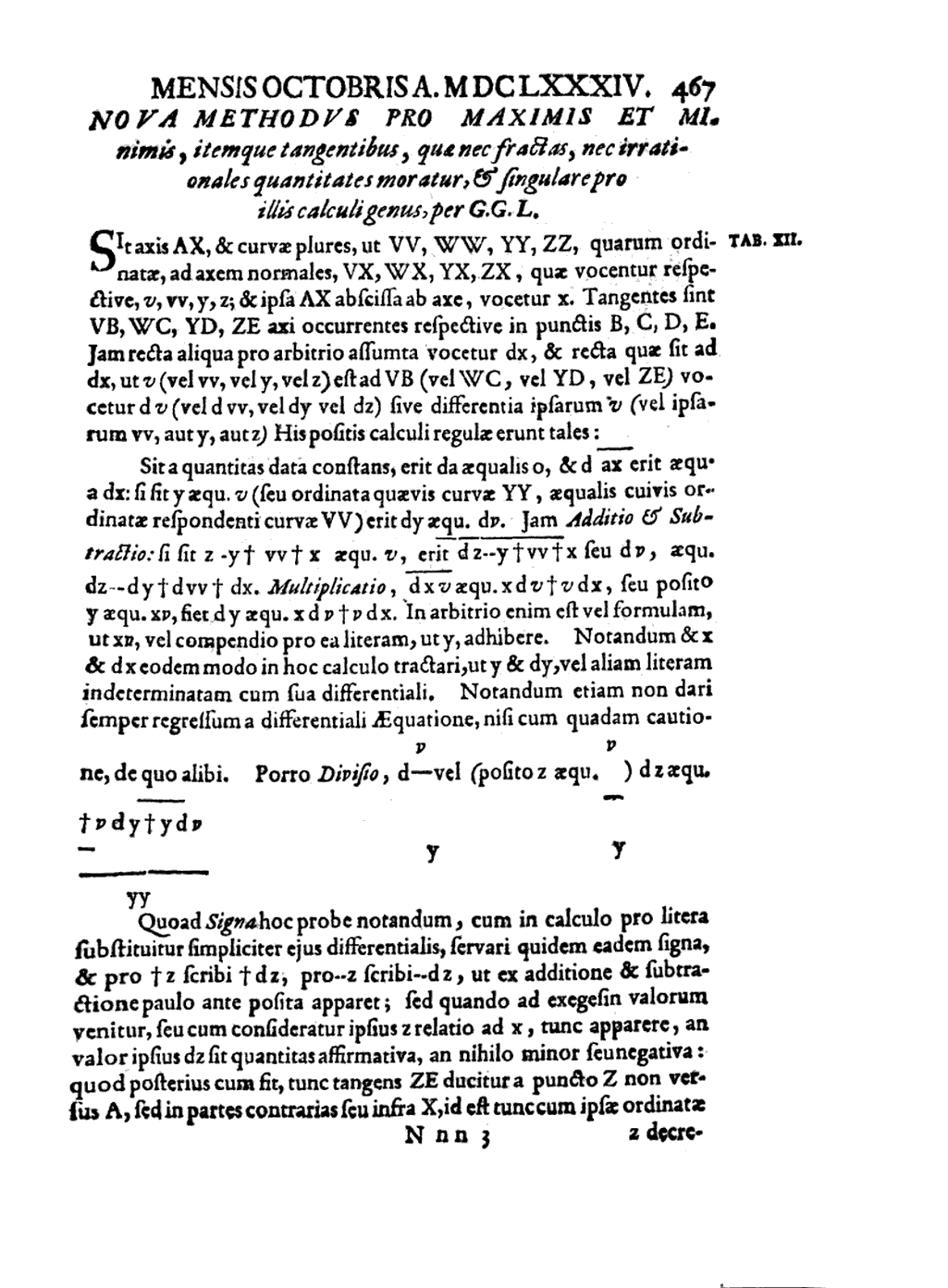
Перша сторінка статті Лейбніца "Nova Methodus pro Maximis et Minimis" (Нова метода щодо естремумів), Acta Eruditorum, жовтень 1684, с. 467.

Видрук Acta Eruditorium припинився сто років по заснуванню.  

## Роль в математичному аналізі
Після публікації у травневому примірнику 1697 року статті Лейбніца щодо винаходу диференціального та інтегрального числення між Ісааком Ньютоном і Лейбніцем виникла суперечка. Швейцарський вчений Ніколя Фасьйо де Дюїльє, відчуваючи неповагу до себе через те, що Лейбніц у своїй статті не зарахував його до переліку найважливіших математиків Європи, оголосив, що саме Ньютон винайшов диференціальне і інтегральне числення, а Лейбніц, ймовірно, вже скористався результатом. Суперечка щодо авторства винаходу вийшла дуже палка, статті в Acta підтримували Лейбніца, а Philosophical Transactions of the Royal Society став на бік Ньютона. Диспут заохотив часопис засвідчити національну згуртованість, окресливши німецьку академічну спільноту всередині міжнародного поля впливу.